# Bas (Alt Loira)
Bas de Bassès (en francès Bas-en-Basset) és un municipi francès situat al departament de l'Alt Loira i a la regió d'Alvèrnia-Roine-Alps. L'any 2007 tenia 3.910 habitants.

## Demografia

### Població
El 2007 la població de fet de Bas-en-Basset era de 3.910 persones. Hi havia 1.593 famílies de les quals 434 eren unipersonals (217 homes vivint sols i 217 dones vivint soles), 545 parelles sense fills, 493 parelles amb fills i 121 famílies monoparentals amb fills.
La població ha evolucionat segons el següent gràfic:
Habitants censats

### Habitatges
El 2007 hi havia 2.253 habitatges, 1.611 eren l'habitatge principal de la família, 506 eren segones residències i 136 estaven desocupats. 1.913 eren cases i 332 eren apartaments. Dels 1.611 habitatges principals, 1.141 estaven ocupats pels seus propietaris, 416 estaven llogats i ocupats pels llogaters i 54 estaven cedits a títol gratuït; 10 tenien una cambra, 118 en tenien dues, 305 en tenien tres, 483 en tenien quatre i 696 en tenien cinc o més. 998 habitatges disposaven pel capbaix d'una plaça de pàrquing. A 680 habitatges hi havia un automòbil i a 733 n'hi havia dos o més.

### Piràmide de població
La piràmide de població per edats i sexe el 2009 era:
| Homes | Edats   | Dones |
| ----- | ------- | ----- |
| 0     | 95 o +  | 4     |
| 12    | 90 a 94 | 16    |
| 24    | 85 a 89 | 60    |
| 24    | 80 a 84 | 28    |
| 84    | 75 a 79 | 92    |
| 84    | 70 a 74 | 84    |
| 88    | 65 a 69 | 132   |
| 104   | 60 a 64 | 84    |
| 100   | 55 a 59 | 96    |
| 108   | 50 a 54 | 144   |
| 108   | 45 a 49 | 92    |
| 112   | 40 a 44 | 112   |
| 128   | 35 a 39 | 96    |
| 112   | 30 a 34 | 132   |
| 76    | 25 a 29 | 104   |
| 64    | 20 a 24 | 48    |
| 88    | 15 a 19 | 104   |
| 100   | 10 a 14 | 92    |
| 100   | 5 a 9   | 120   |
| 104   | 0 a 4   | 76    |

## Economia
El 2007 la població en edat de treballar era de 2.370 persones, 1.689 eren actives i 681 eren inactives. De les 1.689 persones actives 1.555 estaven ocupades (862 homes i 693 dones) i 134 estaven aturades (61 homes i 73 dones). De les 681 persones inactives 271 estaven jubilades, 193 estaven estudiant i 217 estaven classificades com a «altres inactius».

### Ingressos
El 2009 a Bas-en-Basset hi havia 1.723 unitats fiscals que integraven 4.112,5 persones, la mediana anual d'ingressos fiscals per persona era de 17.640 €.

### Activitats econòmiques
Dels 194 establiments que hi havia el 2007, 2 eren d'empreses extractives, 9 d'empreses alimentàries, 1 d'una empresa de fabricació d'elements pel transport, 19 d'empreses de fabricació d'altres productes industrials, 38 d'empreses de construcció, 34 d'empreses de comerç i reparació d'automòbils, 6 d'empreses de transport, 18 d'empreses d'hostatgeria i restauració, 6 d'empreses financeres, 9 d'empreses immobiliàries, 19 d'empreses de serveis, 21 d'entitats de l'administració pública i 12 d'empreses classificades com a «altres activitats de serveis».
Dels 62 establiments de servei als particulars que hi havia el 2009, 1 era una oficina d'administració d'Hisenda pública, 1 gendarmeria, 1 oficina de correu, 2 oficines bancàries, 1 funerària, 4 tallers de reparació d'automòbils i de material agrícola, 1 taller d'inspecció tècnica de vehicles, 1 autoescola, 8 paletes, 5 guixaires pintors, 4 fusteries, 8 lampisteries, 6 electricistes, 3 perruqueries, 12 restaurants, 2 agències immobiliàries i 2 salons de bellesa.
Dels 15 establiments comercials que hi havia el 2009, 1 era un supermercat, 1 una botiga de menys de 120 m², 5 fleques, 2 carnisseries, 2 llibreries, 1 una botiga de roba, 1 una sabateria, 1 una botiga d'electrodomèstics i 1 una floristeria.
L'any 2000 a Bas-en-Basset hi havia 47 explotacions agrícoles que ocupaven un total de 1.350 hectàrees.

## Equipaments sanitaris i escolars
El 2009 hi havia 1 farmàcia i 2 ambulàncies.
El 2009 hi havia 1 escola maternal i 2 escoles elementals.

## Poblacions més properes
El següent diagrama mostra les poblacions més properes.